# Ключевое (Луганская область)
Ключевое (укр. Ключове) — посёлок в Лутугинском районе Луганской области. Входит в Волнухинский сельский совет.

## Географическое положение
Посёлок расположен на реке Сухой. Соседние населённые пункты: Лесное (выше по течению Сухой) на юго-западе, посёлок Успенка на западе, город Лутугино на северо-западе, посёлок Георгиевка на севере, сёла Глафировка на востоке, Волнухино, Новофёдоровка, Петро-Николаевка на юго-востоке.

## История
После провозглашения независимости Украины оказалось в составе Украины.
Население по переписи 2001 года составляло 123 человека.
С весны 2014 года в составе Луганской Народной Республики.

## Местный совет
92031, Луганская обл., Лутугинский р-н, с. Новофёдоровка, ул. Советская, 23; тел. 99-2-60